# العلاقات البليزية الفلسطينية
العلاقات البليزية الفلسطينية هي العلاقات الدولية بين بليز ودولة فلسطين. تؤيد بليز حل القضية الفلسطينية وفق حل الدولتين.

## التاريخ
اعترفت بليز بدولة فلسطين في 9 سبتمبر 2011.
في 11 يوليو 2014، وقعت الدولتان على اتفاقية إقامة علاقات دبلوماسية بينهما على مستوى السفارة. مثل الجانب الفلسطيني سفير فلسطين لدى المكسيك منجد صالح، والجانب البليزي نظيره أوليفار ديل.
في 20 سبتمبر 2014، سلّم منجد صالح أوراق اعتماده سفيرًا مفوضًا وفوق العادة لدولة فلسطين ومقر إقامته المكسيك. واستمر حتى عام 2015.
في 11 أبريل 2016، سلّم محمد سعدات أوراق اعتماده سفيرًا مفوضًا وفوق العادة لدولة فلسطين ومقر إقامته المكسيك. واستمر حتى عام 2024.